# Лоран Етаме Маєр
Лоран Етаме Маєр (фр. Lauren Etame Mayer, нар. 19 січня 1977, Крібі), більш відомий як просто Лоран — колишній камерунський футболіст, що грав на позиції захисника.

## Клубна кар'єра
У дорослому футболі дебютував 1995 року виступами за команду клубу «Утрера», в якій провів один сезон, взявши участь у 30 матчах чемпіонату.
Згодом з 1996 по 2000 рік грав у складі команд клубів «Севілья Атлетіко», «Леванте» та «Мальорка». Протягом цих років виборов титул володаря Суперкубка Іспанії з футболу.
Своєю грою за останню команду привернув увагу представників тренерського штабу лондонського «Арсенала», до складу якого приєднався 2000 року. Відіграв за «канонірів» наступні сім сезонів своєї ігрової кар'єри. Більшість часу, проведеного у складі лондонського «Арсенала», був основним гравцем захисту команди.
Протягом 2007—2010 років захищав кольори команди клубу «Портсмут». За цей час додав до переліку своїх трофеїв титул володаря Кубка Англії.
Завершив професійну ігрову кар'єру в іспанській «Кордові», за яку виступав протягом 2010 року.

## Виступи за збірну
1998 року дебютував в офіційних матчах у складі національної збірної Камеруну. Протягом кар'єри у національній команді, яка тривала 5 років, провів у формі головної команди країни 80 матчів, забивши 8 голів.
У складі збірної був учасником чемпіонату світу 1998 року у Франції, а також чемпіонату світу 2002 року в Японії та Південній Кореї.
Учасник трьох розіграшів Кубка африканських націй: 2000 року в Гані та Нігерії, 2002 року в Малі, 2006 року в Єгипті, за результатами перших двох з цих розіграшів камерунці ставали найсильнішою збірною Африки.
Також брав участь у розіграші Кубка Конфедерацій 2001 року в Японії та Південній Кореї.

## Досягнення

### Командні
- Володар Суперкубка Іспанії з футболу:

«Мальорка»: 1998
- Чемпіон Англії:

«Арсенал»: 2001-02, 2003-04
- Володар Кубка Англії:

«Арсенал»: 2001-02, 2002-03, 2004-05
«Портсмут»: 2007-08
- Володар Суперкубка Англії з футболу:

«Арсенал»: 2002, 2004
- Олімпійський чемпіон:

2000
- Володар Кубка африканських націй:

2000, 2002

### Особисті
- Найкращий гравець Кубка африканських націй:

2000